# Важенина, Алла Ивановна
Алла Ивановна Важенина (род. 29 мая 1983, Шадринск, Курганская область) — казахстанская тяжёлоатлетка, мастер спорта России международного класса, заслуженный мастер спорта Республики Казахстан, за успешные выступления награждена орденом «Парасат». Победитель летних Олимпийских игр в Пекине, медаль завоевала в составе сборной Казахстана. Олимпиада доказала, что Алла — одна из лучших тяжелоатлеток мира. До 2007 Важенина выступала за Российскую Федерацию. Тренеры: Боровских Юрий Александрович, Кишкин Александр Степанович.
Работает начальником Управления по физической культуре и спорту администрации города Губкинского (Ямало-Ненецкий автономный округ).

## Биография
Алла Ивановна Важенина родилась 29 мая 1983 года в городе Шадринске Курганской области.
Училась в МОУ СОШ № 4 (г. Шадринск) с углубленным изучением математики и основ информатики и вычислительной техники. После окончания школы, в 2000 году поступила в Шадринский государственный педагогический институт на факультет информатики.
Заниматься будущая спортсменка начала в 14 лет, в 1998 году, в Шадринской СДЮСШОР. Тогда она не мечтала о медалях и Олимпиадах, она ходила для укрепления здоровья, но со временем спортзал её затянул.
В 2005 году с отличием окончила Шадринский государственный педагогический институт, получила квалификацию учителя информатики и экономики.
После успешных выступлений на чемпионатах России и мира, А. И. Важенина, совместно с тренером, решила заявить себя в сборной России на Пекинской Олимпиаде. Чтобы оказаться в числе 2 человек, направляемых на Олимпиаду, необходимо набрать определённое количество рейтинговых очков, которые начисляются в результате отборочных соревнований. Очки начисляются за сумму двоеборья, состоящего из рывка и толчка. Такие отборочные соревнования проходили в 2006 и 2007 годах. Перед Пекинской Олимпиадой суммировались все очки за эти два года. По мнению первого тренера Аллы Важениной, Александра Кишкина, вся ситуации состояла: «В предвзятом отношений со стороны Президиума Федерации». Окончательный приговор зауральской спортсменке прозвучал так: «Спортивные достижения Важениной — далеки от мировых». Выступая за сборную Республики Казахстан на Летних Олимпийских играх 2008 года, А. И. Важенина взяла вес 147 килограммов в толчке и 119 килограммов в рывке и завоевала золотую медаль в тяжелой атлетике в весе до 75 кг.
16 декабря 2013 года была удостоена высокой чести стать одним из факелоносцев эстафеты олимпийского огня зимних Олимпийских игр 2014 года. Она несла факел в городе Шадринске.
Завершив спортивную карьеру, с 18 декабря 2018 года работала директором Государственного казённого учреждения дополнительного образования «Областная детско-юношеская спортивно-адаптивная школа» (ГКУДО «ОДЮСАШ») в городе Шадринске.
С 10 мая 2023 года по 30 октября 2023 года работала руководителем Комитета по физической культуре, спорту и туризму администрации города Шадринска.
С 15 ноября 2023 года работает начальником Управления по физической культуре и спорту администрации города Губкинского (Ямало-Ненецкий автономный округ).

## Звания и награды
- Орден «Парасат» (Орден Благородства) — награждена за успешные выступления.
- Заслуженный мастер спорта Республики Казахстан (2008)
- Мастер спорта России международного класса (2003)[8]
- Летние Олимпийские игры 2008 —  →  место. (в конце 2016 года МОК аннулировал результаты Цао Лэй)[9].
- Первенство России среди юниорок по тяжёлой атлетике 2000 (г. Кемерово) —  место
- Первенство России среди юниорок по тяжёлой атлетике 2001 (г. Курск) —  место
- Первенство России среди юниорок по тяжёлой атлетике 2002 (г. Владимир) —  место
- Первенство России среди юниорок по тяжёлой атлетике 2003 (г. Владимир) —  место (набрав в сумме двоеборья 205 килограммов в весовой категории до 63 килограммов, выполнила норматив мастера спорта международного класса)
- Первенство России среди девушек до 18 лет по тяжёлой атлетике 2000 (г. Владимир) —  место
- Первенство России среди девушек до 18 лет по тяжёлой атлетике 2001 (г. Казань) —  место
- Чемпионат России в отдельных упражнениях среди женщин по тяжёлой атлетике 2001 —  место
- Чемпионат России в отдельных упражнениях среди женщин по тяжёлой атлетике 2004 (г. Великий Новгород) — 4 место
- Чемпионат России в отдельных упражнениях среди женщин по тяжёлой атлетике 2005 (г. Невинномысск) —  место
- Чемпионат России в отдельных упражнениях среди женщин по тяжёлой атлетике 2006 (г. Казань) —  место
- Чемпионат России среди студентов по тяжёлой атлетике 2002 (г. Москва) —  место
- Чемпионат России среди женщин 2004 (г. Уфа) —  место
- Чемпионат России среди женщин 2005 (г. Курск) —  место
- Чемпионат России среди женщин 2006 (г. Невинномысск) —  место
- Чемпионат мира среди студентов по тяжёлой атлетике 2003 (Италия, г. Павия) —  место
- Чемпионат Азии по тяжёлой атлетике 2008 (Япония) —  место